# مطرف بن طريف
مطرف بن طريف (142 هـ، 759م) إمام محدث قدوة، عِداده في صغار التابعين. كان ابن عيينة شديد الإعجاب به. وقال دواد ابن علية: ما أعرف عربيًا ولا عجمياً أفضل من مطرف بن طريف. وقال مطرف: ما يسرني أني كذبت كذبة وأني لي الدنيا ومافيها. وروى لمطرف أصحاب الكتب الستة وغيرهم. وفي وفاته خلاف.

## نسبه
‌مطرف ‌بن ‌طريف، الحارثي، أبو بكر، ويقال: الخارفي، كوفي.  قال ابن منجويه: ‌مطرف ‌بن ‌طريف الحارثي ويقال الخارفي الكوفي، كنيته أبو بكر، ويقال: أبو عبد الرحمن.

## شيوخه
روى عن عامر بن شراحيل الشعبي، الحكم بن عتيبة الكندي، وأبي الجهم سليمان بن الجهم، وأبو جعفر الاشجعي، حجر بن شراحيل، عمير بن سعيد أبو يحيى النخعي، كثير بن عبيد أبو سعيد، بشير بن، مسلم الكندي كنيته أبو عبد الله، جعفر بن أبي المغيرة الخزاعي، خالد بن أبي نوف من أهل سجستان، سوادة بن أبي الجعد، عتبة مولى بن عباس.

## تلاميذه
روى عنه: سفيان الثوري، وشعبة، وزهير بن معاوية، وسفيان بن عيينة، وموسى بن أعين، وجرير بن عبد الحميد، وخالد بن عبد الله الواسطي، ومحمد بن فضيل، واسباط بن محمد، والخليل بن زرارة أبو يونس من أهل الكوفة، وأبو أنس محمد بن أنس، القرشي العدوي الكوفي، مولى عمر بن الخطاب، وأبو بكر عنبسة بن سعيد بن ضريس الأسدي. 

## روايته للحديث
قال ابن منجويه: روى مطرف بن طريف عن الشعبي في الإيمان والنكاح والبيوع والضحايا والصلة والدعاء والحكم بن عتيبة في الأطعمة. وقال أبو الوليد الباجي: ‌مطرف ‌بن ‌طريف الحارثي ويقال الجارفي الكوفي أبو بكر، أخرج البخاري في العلم والسير والأضاحي وغير موضع عن الثوري وابن عيينة وابن فضيل وخالد بن عبد الله وجرير عنه عن السبيعي وابن أبي السفر. وقال العلائي: ‌مطرف ‌بن ‌طريف الكوفي قال الإمام أحمد لم يسمع من الحسن شيئاً إنما يروي عن إسماعيل بن مسلم عنه، ولا من الضحاك بن مزاحم شيئاً، يدخل بينه وبين الضحاك خالد السختياني وأبا يعفور، ولم يسمع من إبراهيم يعني النخعي وإنما يروي عن الحكم وحماد عن إبراهيم.

## مناقبه
- روى محمد بن عمرو بن العباس الباهلي، عن سفيان بن عيينة: قال مطرف ‌بن ‌طريف: ما يسرني أني كذبت كذبة، وأني لي الدنيا وما فيها.[10]
- وقال حسين الجعفي: عن ذواد بن علبة، قال: ما أعرف عربيًا ولا أعجمياً أفضل من مطرف بن طريف.[11]
- وعن جعفر الأحمر قال: كان أصحابنا البكاؤون أربعة: ‌مطرف ‌بن ‌طريف، وابن أبجر، وابن سوقة، وأبو سنان ضرار بن مرة.[12]
- قال ابن سعد في الطبقة الرابعة من أهل الكوفة: قال سفيان بن عيينة: لَقِيَنِي مطرف، فقال: ما بالك لا تأتينا، وهو على حمار، فقلت: وليت شيئًا من الصدقة، فبكى، وقال: أتغفلوني؟ وكان كأنه يثني عليه، قال سفيان: وكان مطرف يقول: واللَّه لأنتم أحب إليَّ من أهلي.[13]
- قال عبد الله بن أحمد بن حنبل: حدثني أبو معمر قال حدثني سفيان قال: لو رأيت ‌مطرف ‌بن ‌طريف لعلمت أنه لا يكذب.[14]

## من الطرائف
قال عبد الله بن أحمد بن حنبل: سمعت أبي، يقول: كان‌‌ في أبي يوسف لثغة، فكان يحدثنا، فيقول: ثنا مطيف بن طييف الحايثي أي ‌مطرف ‌بن ‌طريف الحارثي.

## أقوال العلماء فيه
قال العجلي: ‌مطرف بن ‌طريف الأشجعي وكان من أصحاب الشعبي صالح الكتاب ثقة في الحديث ما يذكر عنه إلا خير في المذهب.
قال أبو داود: قلت لأحمد، الشيباني؟ قال بخ. وقال: الشيباني ومطرف، وحصين، هؤلاء ثقات.
وقال أبو داود أيضاً: " قلت لأحمد بن حنبل. زكريا بن أبي زائدة، فقال: لا بأس به. قلت مثل مطرف؛ قال: لا، كلهم ثقة.
وروى أبو داود بسنده: عن ذواد بن علبة قال: ما أعرف عربياً ولا أعجمياً أفضل من ‌مطرف ‌بن ‌طريف.
وقال الآجُريُّ: سمعت أبا داود يقول: بيان فوق مُطَرِّف ومُطرِّف ثقةٌ.
وقال الآجري أيضاً: حدثنا أبو داود. حدثنا الحسن بن علي. قال: سمعتُ الشافعي قال: ما كان ابن عُيَيْنَة بأحد أشد إعجابًا منه بمطرِّف.
قال سفيان بن عيينة: حدثنا مطرف وكان ثقة.
قال عبد الله بن أحمد بن حنبل: سألت أبي عن ‌مطرف ‌بن ‌طريف فقال: ثقة.
قال عبد الرحمن بن أبي حاتم: سألت أبي عن ‌مطرف ‌بن ‌طريف فقال:ثقة.
قال ابن حبان: ‌مطرف بن ‌طريف الخارفي أبو عبد الرحمن، من صالحي أهل الكوفة وقراءالقرآن.

## وفاته
قال عبد الله بن أبي الأسود عن أبي عبد الله البجلي: مات مطرف سنة إحدى، أو اثنتين وأربعين ومائة.
قال ابن حبان: مطرف ‌بن ‌طريف الخارفي الكوفي كنيته أبو عبد الرحمن مات سنة ثلاث وثلاثين ومائة وقد قيل سنة اثنتين وأربعين ومائة.